# درخت انجیر معابد کیش

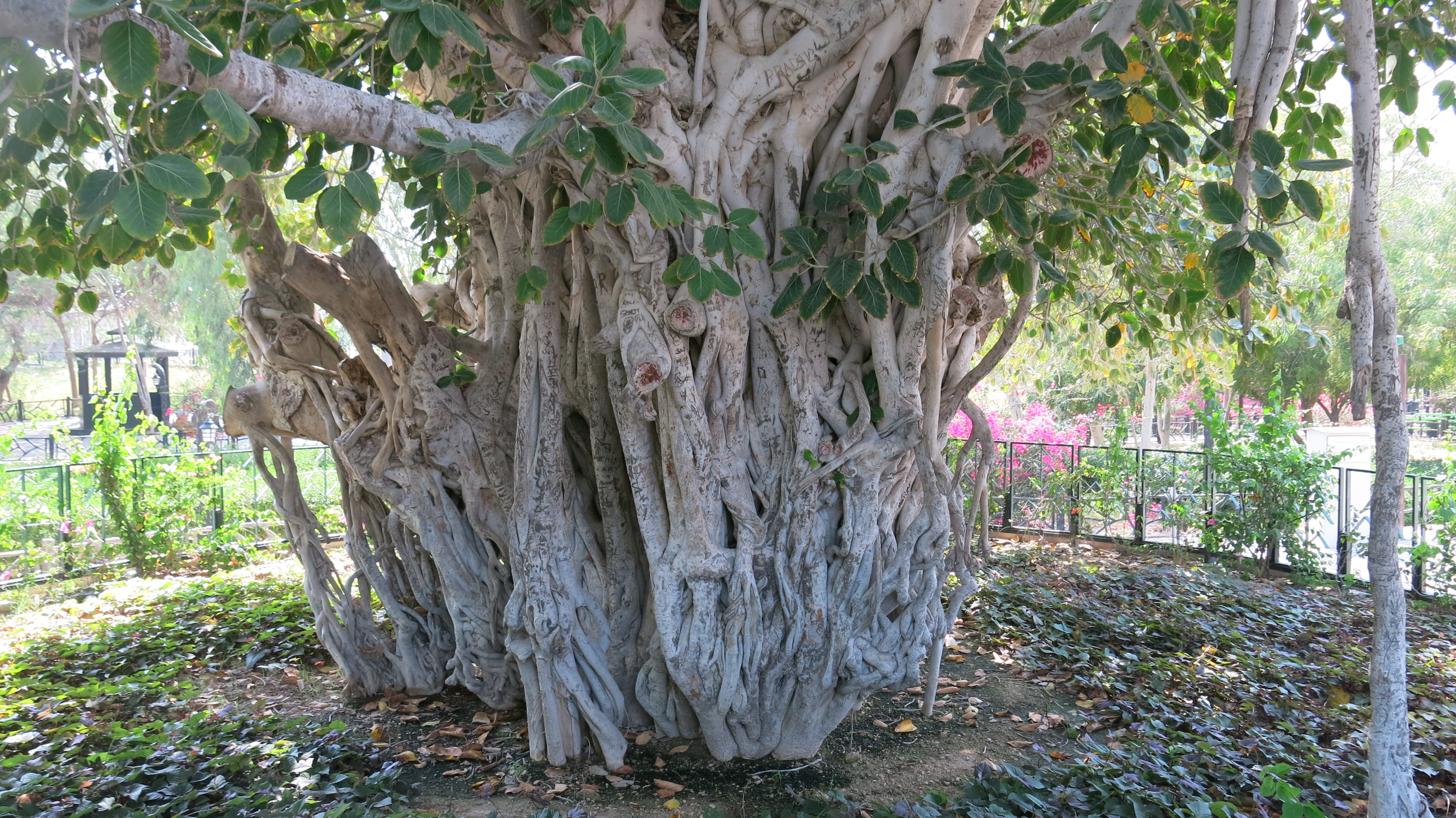
انجیر معابد

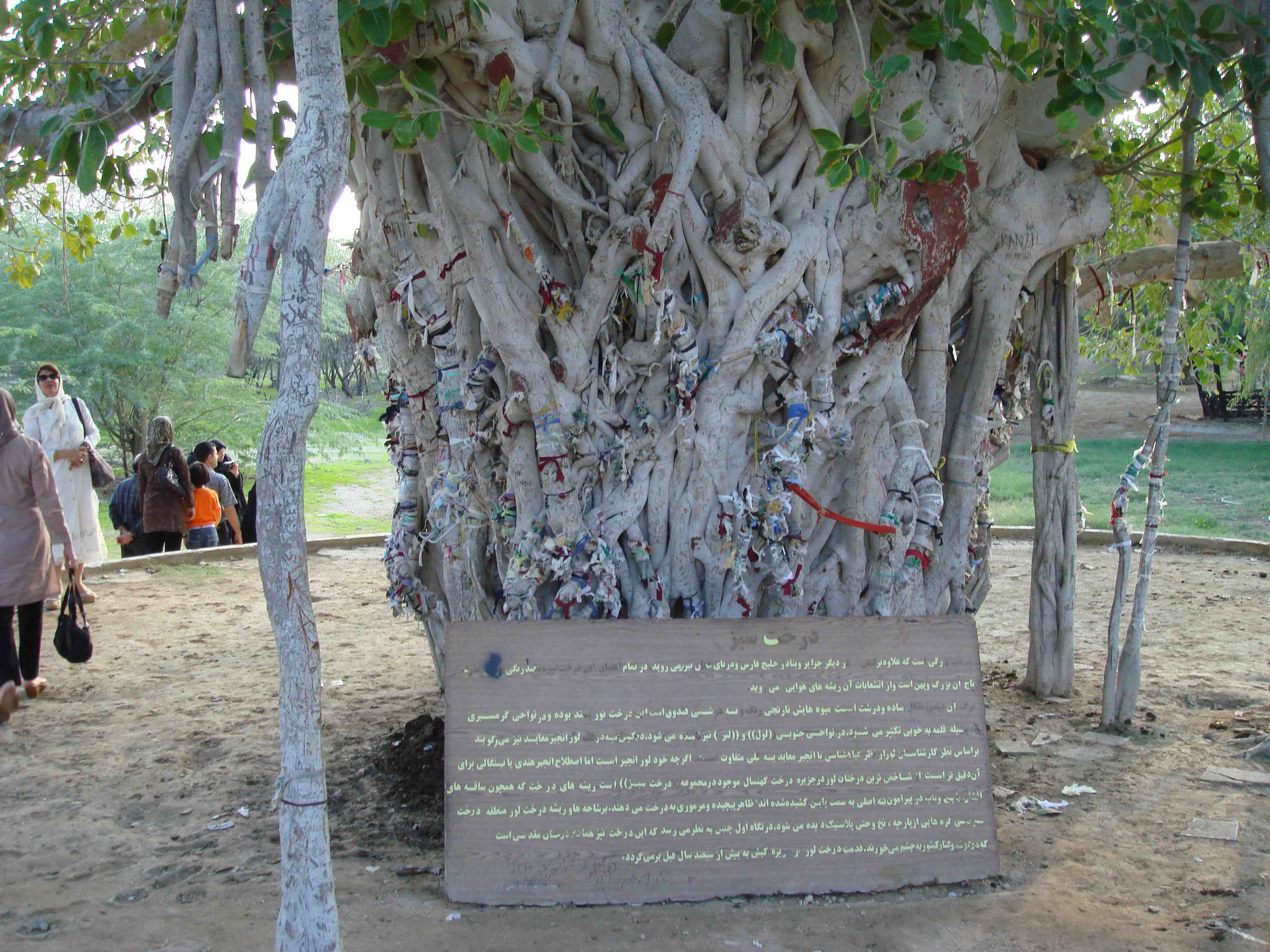
انجیر معابد

درختان انجیر معابد(لور) جزیره کیش، درختی بود که عمر آن بین ۵۰۰ تا ۶۰۰ سال برآورد می‌شد و در سال ۱۴۰۲ از بین رفت. در گذشته بر تنهٔ آن گره‌هایی از پارچه و نخ زده شده‌ بود که نشان از باورهای مردم منطقه داشته و به نوعی جنبه مقدس به آن می‌دهد و اهالی اعتقاد دارند که این درخت شگون دارد. در حال حاضر جهت جلوگیری از آسیب بدور آن حصاری نرده ایی کشیده شده و تمام گره ها را از آن باز کرده اند  درخت لور یا انجیر معابد معروفترین درخت جزیره‌ است.